# Toretam
Toretam (en kazakh Төретам, Töretam; en rusТюратам) és una estació de tren de la línia de ferrocarril de Moscou a Taixkent que està ubicada al Kazakhstan. El nom significa en llengua kazakh "Tomba de Töre"; Töre, o de forma més formal, Töre-Baba, va ser un noble descendent de Genguis Kan. Toretam és prop del cosmòdrom de Baikonur, de Rússia - abans de la Unió Soviètica i prop de la ciutat de Baikonur (abans anomenada Leninsk), la qual va ser construïda per servir de cosmòdrom. Va ser en aquest lloc de llançament d'astronaus on hi va haver l'incident, a principi de la dècada de 1960, quan Francis Gary Powers, en el seu avió espia U-2 va ser abatut i detingut pels soviètics. La CIA va intentar localitzar-lo en aquesta zona sense èxit.